# Gymnótopos
Gymnótopos är en ort i Grekland.   Den ligger i prefekturen Nomós Prevézis och regionen Epirus, i den centrala delen av landet, 280 km nordväst om huvudstaden Aten. Gymnótopos ligger 382 meter över havet och antalet invånare är 561.
Terrängen runt Gymnótopos är kuperad åt sydväst, men åt nordost är den bergig.Runt Gymnótopos är det ganska glesbefolkat, med 29 invånare per kvadratkilometer. Närmaste större samhälle är Arta, 15,9 km söder om Gymnótopos. Trakten runt Gymnótopos består till största delen av jordbruksmark.